# Majors Bluff
Majors Bluff (dt.: Majors-Klippe) ist eine Landzunge im Süden der Karibikinsel St. Kitts im Inselstaat St. Kitts und Nevis.

## Geographie
Die Halbinsel ist die kleinste der drei südlichsten Spitzen von St. Kitts. Sie erstreckt sich vom „Knauf“ des „Pfannenstiels“ von Saint George Basseterre nach Süden in die Meerenge The Narrows. Die Landzunge ist ein ehemaliger vulkanischer Rücken, der sich bis auf ca. 40 m erhebt; weiter nördlich zum Landesinneren erreicht der Höhenzug seine größte Höhe mit ca. 100 m. Die Landzunge wird von den Buchten Majors Bay (im Westen) und Banana Bay (im Osten) beschränkt. Zum Landesinnern liegt in der Majors Bay ein ausgedehntes Sumpfgebiet.